# Grand Prix sezóna 1949
Grand Prix sezóna 1949 byla čtvrtou poválečnou sezónou Grand Prix automobilů a poslední sezónou před zahájením mistrovství světa jezdců F1. Byla také třetím ročníkem Formule 1 pod patronací Mezinárodní automobilové federace, i když část závodů se jela podle jiných formulí. Maximální obsah motorů byl stanoven na 1,5 litru u přeplňovaných a 4,5 litru u normálních. Mistrovství nebylo v tomto roce zorganizováno, ale pětice nejprestižnějších závodů byla označena jako Grandes Épreuves. Nejúspěšnějšími jezdci byli Alberto Ascari a Juan Manuel Fangio, každý vyhrál pět závodů. Nejlepší značkou vozů bylo Maserati s deseti vítězstvími. Grand Prix automobilů se tento rok poprvé a naposledy jela také v Československu.

## Výsledky

### Grandes Épreuves
| Grand Prix                | Okruh             | Datum        | Vítěz kvalifikace | Nejrychlejší kolo | Vítěz                | Vítězný tým        | Výsledky |
| ------------------------- | ----------------- | ------------ | ----------------- | ----------------- | -------------------- | ------------------ | -------- |
| Grand Prix Velké Británie | Silverstone       | 15. května   | Luigi Villoresi   | B. Bira           | Toulo de Graffenried | Maserati           | Výsledek |
| Grand Prix Belgie         | Spa-Francorchamps | 19. června   | Luigi Villoresi   | Giuseppe Farina   | Louis Rosier         | Talbot-Lago-Talbot | Výsledek |
| Grand Prix Švýcarska      | Bremgarten        | 3. července  | Giuseppe Farina   | Giuseppe Farina   | Alberto Ascari       | Ferrari            | Výsledek |
| Grand Prix Francie        | Reims             | 17. července | Luigi Villoresi   | Peter Whitehead   | Louis Chiron         | Talbot-Lago-Talbot | Výsledek |
| Grand Prix Itálie         | Monza             | 11. září     | Alberto Ascari    | Alberto Ascari    | Alberto Ascari       | Ferrari            | Výsledek |

### Ostatní Grand Prix
| Datum        | Jméno                                                                 | Okruh              | Vítěz                | Vítězný tým        | Výsledky |
| ------------ | --------------------------------------------------------------------- | ------------------ | -------------------- | ------------------ | -------- |
| 29. ledna    | III Gran Premio del General Juan Perón y de la Ciudad de Buenos Aires | Palermo            | Alberto Ascari       | Maserati           | Report   |
| 6. února     | III Gran Premio Eva Duarte de Perón                                   | Palermo            | Oscar Alfredo Gálvez | Alfa Romeo         | Report   |
| 27. března   | X Grande Prêmio Cidade do Rio de Janeiro                              | Rio-La Gavea       | Luigi Villoresi      | Maserati           | Report   |
| 3. dubna     | IV San Remo Grand Prix                                                | Ospedaletti        | Juan Manuel Fangio   | Maserati           | Report   |
| 18. dubna    | X Grand Prix du Pau                                                   | Circuit de Pau     | Juan Manuel Fangio   | Maserati           | Report   |
| 18. dubna    | I Richmond Grand Prix                                                 | Goodwood           | Reg Parnell          | Maserati           | Report   |
| 24. dubna    | III Grand Prix de Paris                                               | Linas-Montlhéry    | Philippe Étancelin   | Talbot-Lago-Talbot | Report   |
| 28. dubna    | III JCC Jersey Road Race                                              | St Helier          | Bob Gerard           | ERA                | Report   |
| 8. května    | IV Grand Prix du Roussillon                                           | Perpignan          | Juan Manuel Fangio   | Maserati           | Report   |
| 14. května   | Grand Prix de Marseille                                               | Marseilles         | Juan Manuel Fangio   | Simca Gordini      | Report   |
| 26. května   | XI British Empire Trophy                                              | Douglas            | Bob Gerard           | ERA                | Report   |
| 5. června    | XVIII Grand Prix des Frontières                                       | Chimay             | Guy Mairesse         | Talbot-Lago-Talbot | Report   |
| 10. července | XI Grand Prix de l'Albigeois                                          | Albi, Les Planques | Juan Manuel Fangio   | Maserati           | Report   |
| 31. července | II Zandvoort Grand Prix                                               | Zandvoort          | Luigi Villoresi      | Ferrari            | Report   |
| 7. srpna     | XXXVI Grand Prix de l'Automobile Club de France                       | Saint-Gaudens      | Charles Pozzi        | Delahaye           | Report   |
| 20. srpna    | I BRDC International Trophy                                           | Silverstone        | Alberto Ascari       | Ferrari            | Report   |
| 27. srpna    | Lausanne Grand Prix                                                   | Lausanne           | Giuseppe Farina      | Maserati           | Report   |
| 17. září     | I Goodwood Trophy                                                     | Goodwood           | Reg Parnell          | Maserati           | Report   |
| 18. září     | Grand Prix Austrálie                                                  | Leyburn            | John Crouch          | Delahaye           | Report   |
| 25. září     | Velká cena Československa                                             | Masarykův okruh    | Peter Whitehead      | Ferrari            | Report   |
| 9. září      | V Grand Prix du Salon                                                 | Linas-Montlhéry    | Raymond Sommer       | Talbot-Lago-Talbot | Report   |
| 18. prosince | IV Gran Premio del General Juan Perón y de la Ciudad de Buenos Aires  | Palermo            | Alberto Ascari       | Ferrari            | Report   |